# Sebnitz
Sebnitz ( [ˈzeːpnɪt͡s]) je velké okresní město v německé spolkové zemi Sasko. Nachází se v zemském okrese Saské Švýcarsko-Východní Krušné hory a má přibližně 9 500 obyvatel. Jde o státem uznanou rekreační oblast ve východním Sasku na okraji Národního parku Saské Švýcarsko. Sebnitz je také označován jako „Město umělých květin“ nebo „Město hedvábných květin“.

## Název
První písemná zmínka pochází z roku 1223, respektive 1241, kdy je v Hornolužické hraniční listině zmiňována řeka Sebniza. Později založené sídlo převzalo název a objevuje se ve variantách Sebnicz (1359, 1423), Zebnicz (1429), Sebenicz (1430), Sewenicz (1453), Sebenitz (1495), Säbenitz (1499), Sebitz (1547) a Sebnitz/Seebnitz (1791). Lidově bylo město také nazýváno Sämz. Název pochází ze slovanského slova zyba, což je pojmenování pro pěnkavu. Původní název tedy znamenal Potok v pěnkavím lese (Finkenwaldbach). Jméno potoka přešlo na sídlo a již na sklonku 13. století se používalo jako příjmení.
V českých zdrojích bývá město řídce označováno jako Soběnice nebo Žebnice.

## Historie
V lokalitě v raném středověku pravděpodobně žilo slovanské obyvatelstvo. Sebnitz samotný byl založen německými kolonizátory z oblasti Frank v dnešním Bavorsku. Nejstarší písemnou zmínku o místě lze dohledat v Hornolužické hraniční listině z roku 1223/1241, která stanovovala hranici mezi Českým královstvím a míšeňským biskupstvím. Jako středisko hospodářského života městyse vzniklo již na přelomu 12. a 13. století pravoúhlé tržiště. Jako městečko byl Sebnitz poprvé písemně zmíněn v roce 1451. Radnice byla vystavěna ve středu tržiště v roce 1714/15, v roce 1854 byla však zničena požárem. Vedle ní se nacházel domek podobný kůlně, který sloužil jako masné krámy řezníků, které však byly v roce 1804 zničené povodní. Sebnitz byl od středověku až do počátku 19. století zemědělským městem, jehož existenční základnu tvořilo řemeslo, obchod a agrární produkce. Z řemesel mělo dominantní postavení plátenictví. S úpadkem ručního plátenictví v období průmyslové revoluce nabyla velkého významu výroba umělých květin.

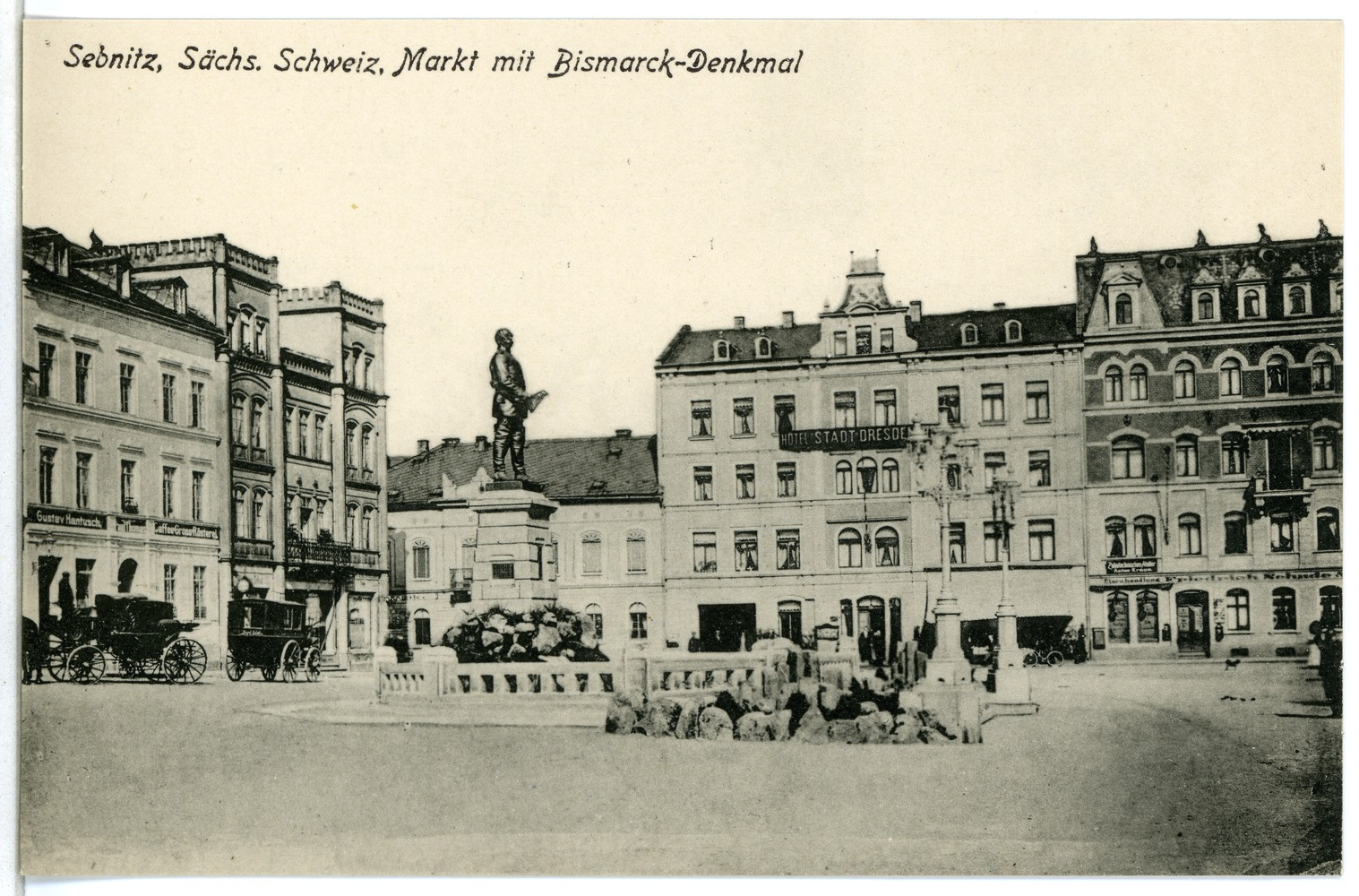
Náměstí v roce 1905

V polovině 19. století mělo město 4000 obyvatel a 375 domů, roku 1881 6354 obyvatel a v roce 1900 již 8648 obyvatel. Dne 15. září 1854 zničil velký požár celé jádro města a tím i jeho středověký ráz. Za oběť plamenům padlo 72 obytných domů, 42 stodol a jiných budov, radnice a škola. Okolo roku 1900 se stal Sebnitz centrem výroby německých umělých květin. Ve městě existovalo přes 200 různých květinových továren s regulérně zaměstnanými dělníky. Kromě toho zde působilo na několik tisíc takzvaných domácích dělníků.
Dne 17. dubna 1894 bylo v lokálních novinách „Grenzblatt“ místním badatelem Alfredem Meichem navrženo Vlastivědné muzeum. Na jaře roku 1908 se živnostenský spolek ujal věci. První exponáty byly umístěny nejdříve v městské škole u kostela. V roce 1909 byla pak zřízena výstava a 23. května téhož roku došlo k otevření městského muzea Sebnitz. V roce 1930 zde byly zřízeny nové prostory.
Dne 30. září 1945 měl Sebnitz na přechodnou dobu 14 500 obyvatel, jelikož zde byli umístěni němečtí uprchlíci z Polska a Československa. Dne 1. června 1946 měl Sebnitz 13 203 obyvatel a 1304 obytných domů. Ve městě existovalo na 183 závodů. Ke dni 16. února 1948 chodilo do základní školy s 47 třídami s 35 učiteli 1847 dětí a 12. července 1948 se na nově založené odborné škole pro hospodářství a správu poprvé maturovalo.
V dobách NDR byl VEB "Kunstblume Sebnitz" (Umělá květina Sebnitz) jedním z největších zaměstnavatelů v regionu. Po znovusjednocení Německa a zavedení tržní ekonomiky však mnoho závodů kvůli nedostatku odbytišť zaniklo. Dnes se vyrábí umělé květiny jen v malé míře, především v ukázkových dílnách. Za socialismu bylo město Sebnitz družebním městem Bruntálu, kde se nacházel bar s názvem Sebnitz.
V roce 1952 se Sebnitz stalo okresním městem stejnojmenného okresu. Tento status ztratilo s okresní reformou v roce 1994, kdy bylo začleněno do zemského okresu Saské Švýcarsko. Okresním městem se stala Pirna a Sebnitz tak získalo v roce 1995 status velké okresní město. Od roku 2008 je Sebnitz součástí zemského okresu Saské Švýcarsko-Východní Krušné hory.

## Přírodní poměry

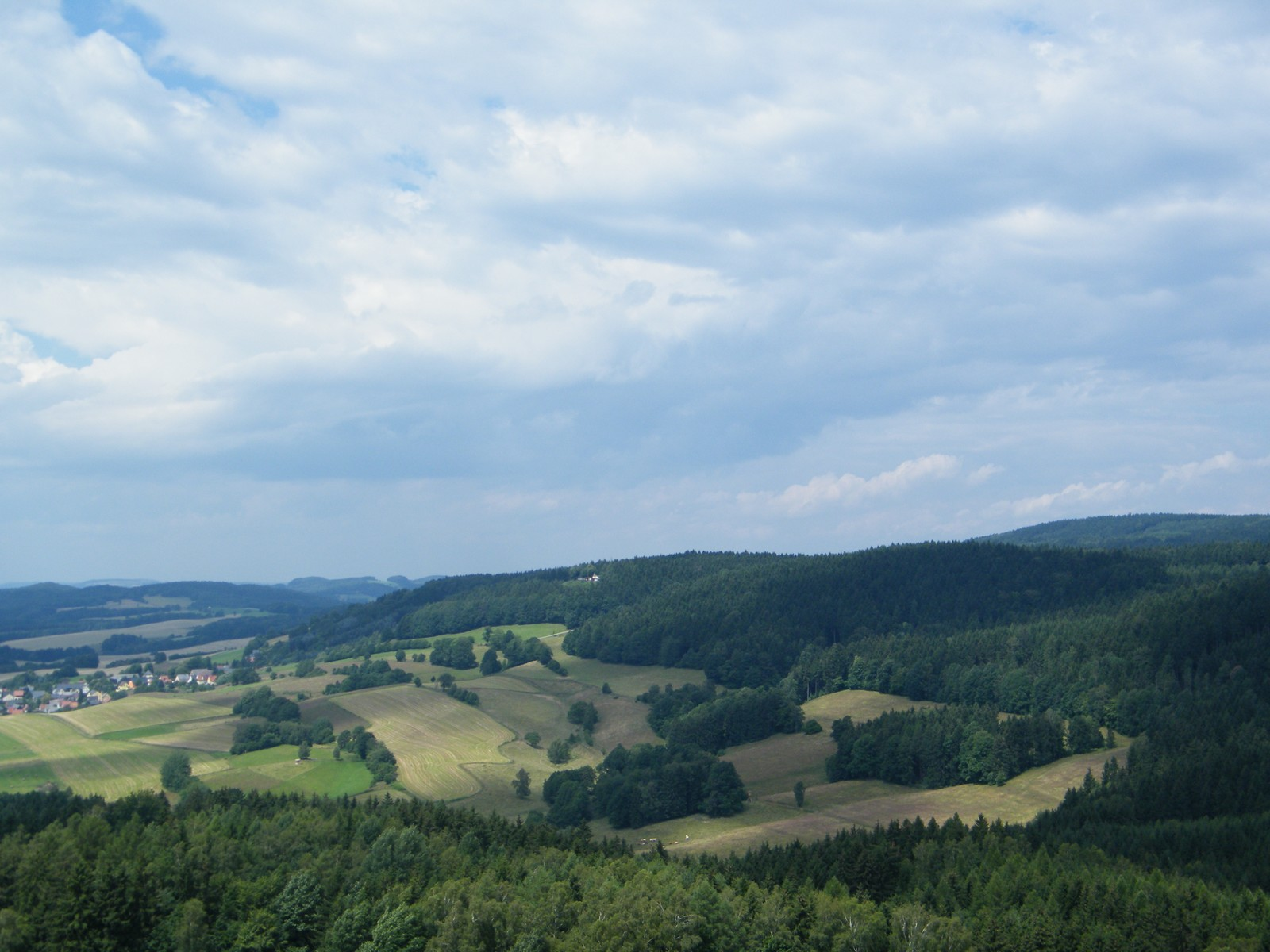
Wachberg

Území města Sebnitz, včetně všech místních částí, má rozlohu 88,23 km². Hranice území od severu přes východ až k jihovýchodu je zároveň česko-německou státní hranicí. Sebnitz sousedí s českými obcemi Dolní Poustevna, Vilémov, Mikulášovice, Staré Křečany (část obce Kopec), Doubice, Jetřichovice (část obce Vysoká Lípa a bývalé Zadní Jetřichovice) a Hřensko (část obce Mezná). Na jihu sousedí s Bad Schandau (místní části Ostrau a Bad Schandau), na jihozápadě s Rathmannsdorfem, na západě s Hohnsteinem (místní části Kohlmühle, Goßdorf a Ulbersdorf) a na severu s Neustadtem in Sachsen (místní části Krumhermsdorf a Rugiswalde).
Z geomorfologického hlediska se nachází Sebnitz na rozhraní tří geomorfologických jednotek. Velká část území ve střední a západní části náleží k Západolužické pahorkatině a vrchovině (Westlausitzer Hübel- und Bergland), na kterou ze severu okrajově navazuje Šluknovská pahorkatina (Lausitzer Bergland). Lužickým zlomem je oddělena Děčínská vrchovina (Elbsandsteingebirge) rozkládající se v jižní a východní části. Nadmořská výška se snižuje přibližně jihozápadním směrem. Nejvyšší bod o nadmořské výšce přibližně 530 m se nachází jihozápadně od vrcholu Ungerbergu (538 m), nejnižší pak v Křinickém údolí (přibližně 150 m). K významným vrchům patří Tanečnice (vrchol 599 m však leží na území Mikulášovic), Wachberg (497 m), Kaiserberg (495 m), Weifberg (478 m), Buchberg (460 m), Steinberg (459 m) či Finkenberg (415 m).

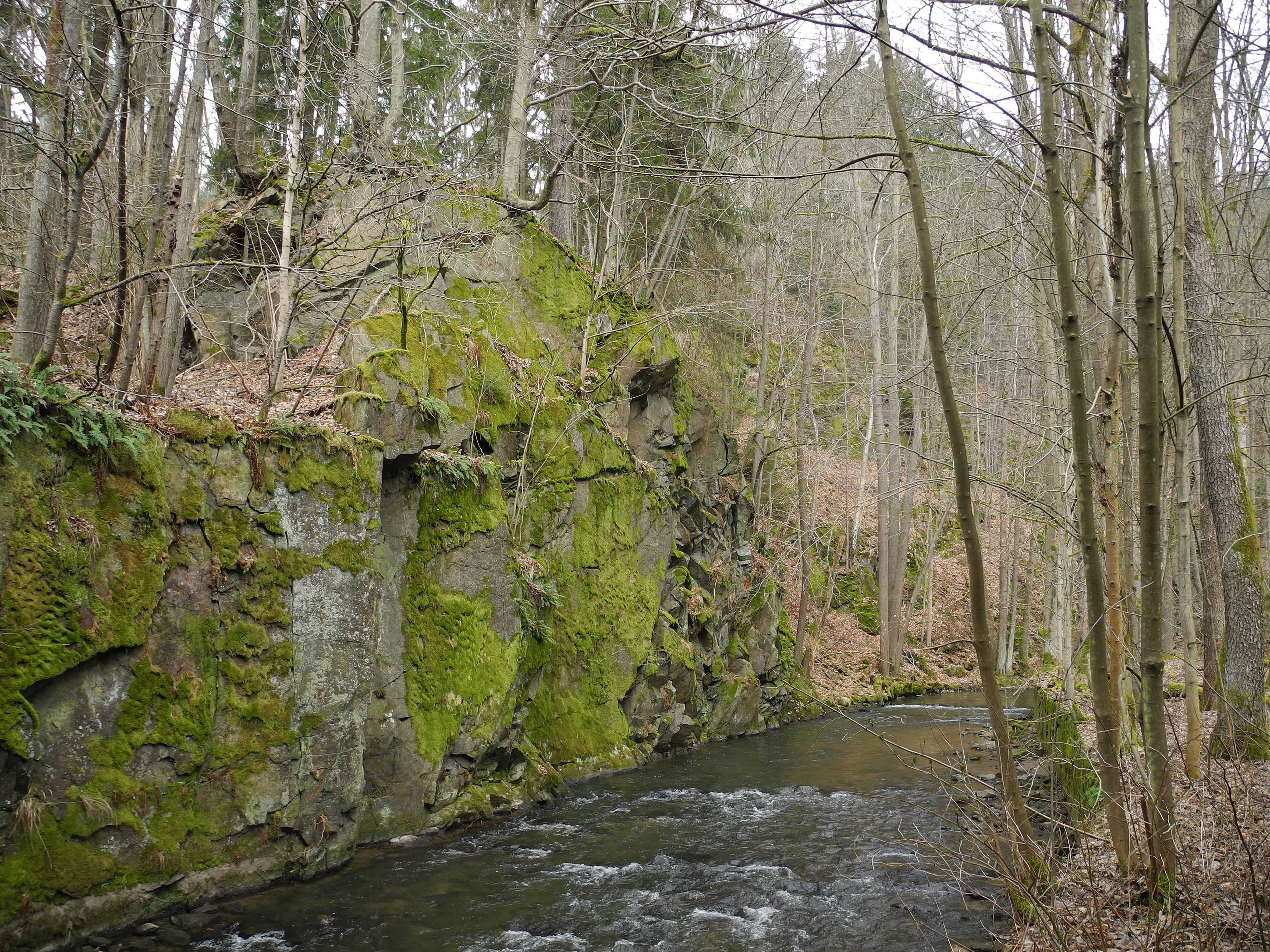
Sebnice v Sebnitzském údolí

Geologické podloží většiny území města tvoří střednězrnný lužický biotitický granodiorit, který je na severním okraji území a na Finkenbergu vystřídán jemnozrnným dvojslídým granodioritem. Ten je hojně prostoupen žílami doleritu, případně amfibolitu nebo porfyru (granitového či křemenného), méně často pak bazaltoidy. Na jihu prochází východozápadním směrem lužický zlom a jižně od něj se rozkládá pískovcová oblast prostoupená na několika místech tefritem. Na svahu Steinbergu a v údolí Bílého potoka se vyskytuje vápenec. V sedimentech říčních toků Západolužické a Šluknovské pahorkatiny se v různém množství vyskytují minerály jako zlato, zirkon, pyrop, epidot, olivín a spinel.
Na granitoidy Západolužické a Šluknovské pahorkatiny jsou vázané hnědozemě a luvizemě. Nejběžnějším půdním typem na pískovcovém podloží jsou pak podzoly.

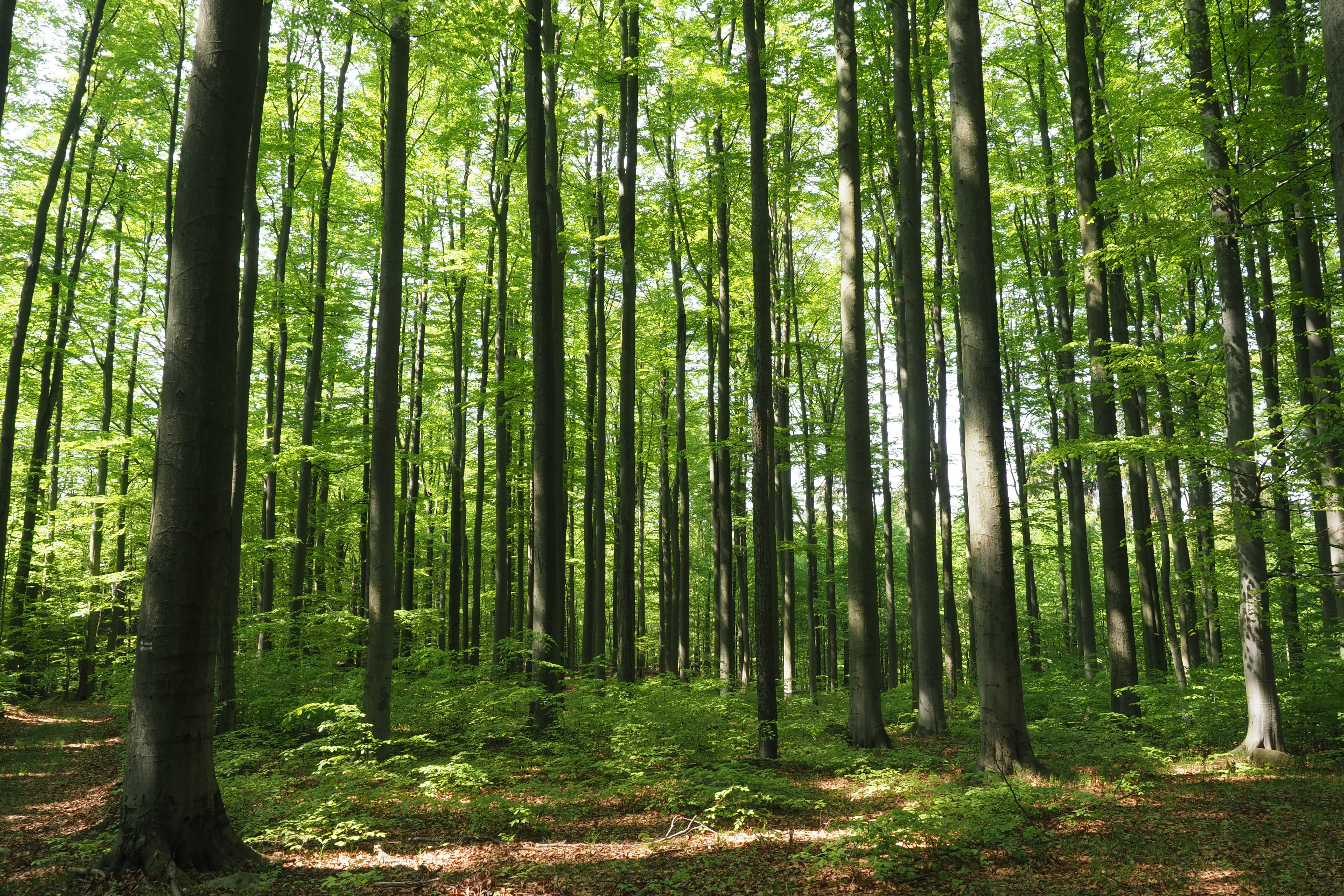
Přírodní rezervace Heilige Hallen

Celé území města Sebnitz náleží k povodí řeky Labe a k úmoří Severního moře. Nejvýznamnějšími vodními toky jsou Sebnice a Křinice. Sebnice pramení v Česku, později vytváří státní hranici mezi Vilémovem a Sebnitz a u hraničního přechodu do Dolní Poustevny vtéká do města. Jihozápadně od jádra města protéká Sebnitzským údolím a přibližně kopíruje hranici katastrálních území Hainersdorf, Lichtenhain, Mittelndorf a Altendorf. K významnějším přítokům na území města patří Hraniční potok, Mannsgraben či Hertigswaldský potok. Křinice rovněž pramení na českém území a postupně protéká místními částmi Hinterhermsdorf (kde kopíruje státní hranici), Ottendorf a v Křinickém údolí přibližně protéká podél hranic katastrálních území Lichtenhain, Mittelndorf a Altendorf. Do povodí Křinice náleží na území města Sebnitz například Bílý, Ottendorfský a Tomášovský potok. Poblíž Hinterhermsdorfu protéká Křinice soutěskou Obere Schleuse.
Roční chod teplot v Sebnitz odpovídá regionu. Nejteplejším měsícem je červenec, naopak nejchladnějším je leden. Nejvyšší počet srážek spadne v červenci, nejsušším měsícem je říjen. Převažuje západní až severozápadní proudění větru.
Velkou část města Sebnitz (zvláště území v jižní části) zaujímá Chráněná krajinná oblast Saské Švýcarsko (vyhlášena roku 1956) a na ni navazující Národní park Saské Švýcarsko (vyhlášen roku 1990). Na svazích Tanečnice se nachází dvě přírodní rezervace Gimpelfang a Heilige Hallen (obě vyhlášené roku 1961). Podél řeky Sebnice se rozkládá evropsky významná lokalita Lachsbach- und Sebnitztal a v Sebnitzském lese také Sebnitzer Wald und Kaiserberg (obě vyhlášené roku 2002).

## Obyvatelstvo

### Struktura obyvatelstva
- 1772: 1648 (285 domů)
- 1832: 2843
- 1871: 5216 (377 obytných budov)
- 1892: 8476 (549 obytných budov)
- 1900: 8649 (626 obytných budov)
- 1905: 9743
- 1914: 12 000
- 1918: 8906
- 1990: 11705
- 1998: 10 203
- 1999: 10 063
- 2000: 9882
- 2001: 9670
- 2002: 9496
- 2003: 9304
- 2004: 9159
- 2007: 8837
- 2008: 8701
- 2009: 8568
- 2010: 8439
- 2011: 8292

### Náboženský život

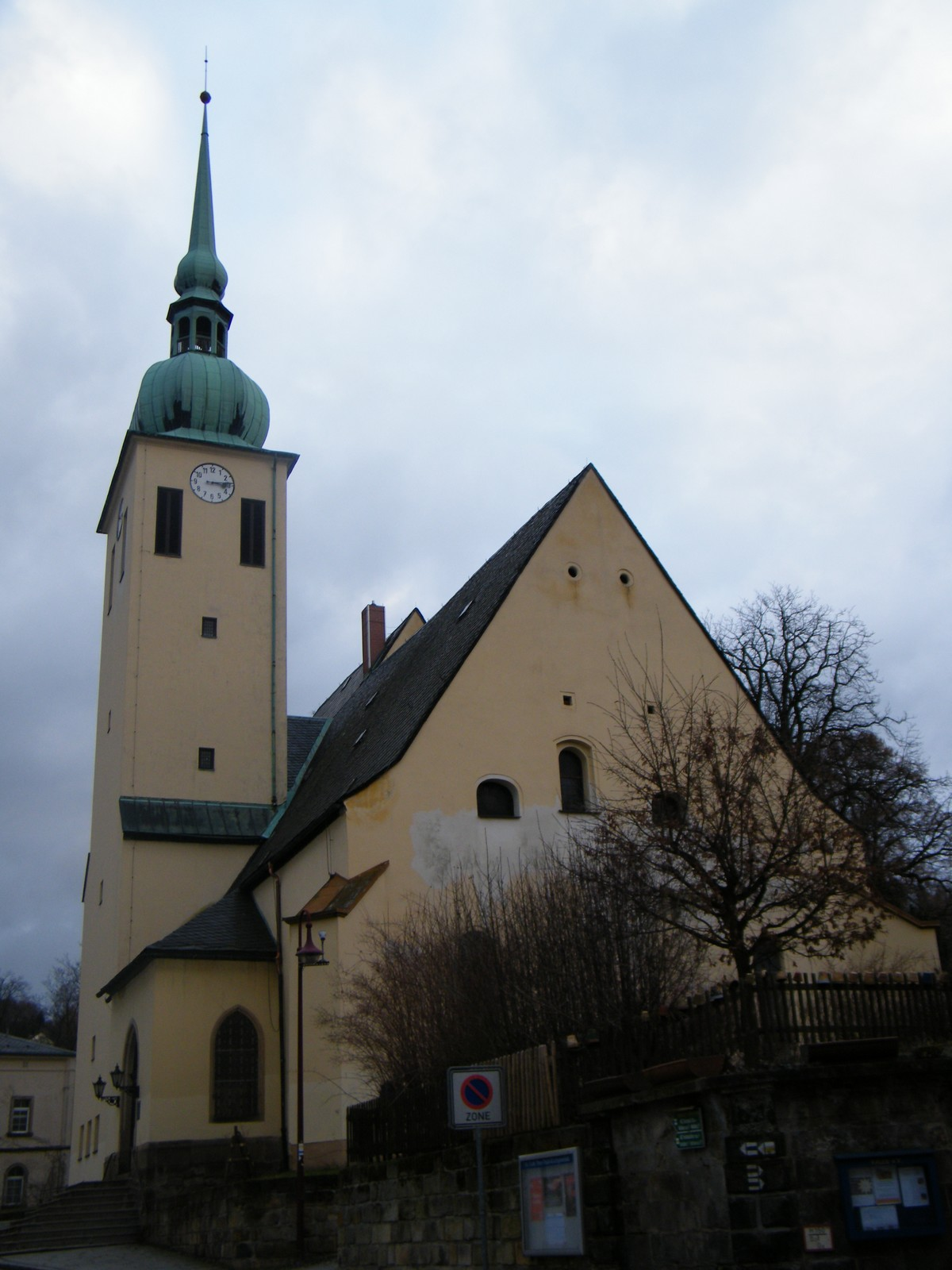
Městský kostel svatých Petra a Pavla

Přestože je kostel svatého Petra a Pavla v písemných pramenech zachycen až v 15. století, jeho nejstarší stavební části pocházejí ze 13. století. Od roku 1539, kdy se ve městě prosadila reformace, převažovalo protestantské vyznání. Od druhé poloviny 19. století a znovu po druhé světové válce vzrostl počet katolíků. Katolický kostel Povýšení svatého Kříže byl postaven v letech 1890–1892. Podle sčítání lidu z roku 2011 se 2151 obyvatel (t. j. 20,7 %) hlásilo k protestantskému a 434 obyvatel (t. j. 4,2 %) k římskokatolickému vyznání.
Celé území města náleží k Evangelicko-luterské církevní obci Sebnitz-Hohnstein se sídlem v Sebnitz, která vznikla v roce 2018 sloučením tří sesterských, původně samostatných církevních obcí. K původní církevní obci Sebnitz-Hohnstein, jež spravovala městský kostel svatého Petra a Pavla a hřbitovní kapli, náležela samotná Sebnitz s místními částmi Hertigswalde, Hainersdorf a Schönbach, pod církevní obec Hinterhermsdorf-Saupsdorf spadaly vesnický kostel v Saupsdorfu a Engelkirche v Hinterhermsdorfu a pod církevní obec Lichtenhain-Ulbersdorf spadaly místní části Lichtenhain, Mittelndorf a Altendorf s vesnickým kostelem v Lichtenhainu. Filiální (do roku 2007 farní) kostel Povýšení svatého Kříže spravuje od roku 2018 římskokatolická farnost Pirna.

## Obecní správa a politika

### Správní členění
Celková rozloha města Sebnitz je 88,23 km² a od 1. října 2012, kdy se sloučilo se sousední obcí Kirnitzschtal, má 10 místních částí. Plošně největší je Saupsdorf (8,30 km²), nejmenší pak Altendorf (3,89 km²). Nejlidnatější místní částí je Sebnitz (6 231 obyvatel), naopak nejméně obyvatel má Mittelndorf (247 obyvatel).
|     | Název           | Počet obyvatel (k 9. 5. 2011) | Rozloha  | Rok připojení |
| --- | --------------- | ----------------------------- | -------- | ------------- |
| 1.  | Altendorf       | 342                           | 3,89 km² | 2012          |
| 2.  | Hainersdorf     | 313                           | 5,13 km² | 1920, 1950    |
| 3.  | Hertigswalde    | 905                           | 7,09 km² | 1950          |
| 4.  | Hinterhermsdorf | 626                           | 5,17 km² | 1998          |
| 5.  | Lichtenhain     | 518                           | 7,97 km² | 2012          |
| 6.  | Mittelndorf     | 247                           | 5,36 km² | 2012          |
| 7.  | Ottendorf       | 406                           | 5,47 km² | 2012          |
| 8.  | Saupsdorf       | 509                           | 8,30 km² | 2012          |
| 9.  | Schönbach       | 273                           | 4,83 km² | 1935          |
| 10. | Sebnitz         | 6 231                         | 5,60 km² | —             |

### Politika

#### Starostové a primátoři
- 1990–1992 Peter Maly
- 1992–2021 Mike Ruckh
- od 2021 Ronald Kretzschmar (od 1. října 2021 správce úřadu, od 1. srpna 2022 primátor)

#### Starostovské volby 2022
Ve starostovských volbách 12. června 2022 byl primátorem zvolen Ronald Kretzschmar, který získal 77,4 % hlasů.

## Hospodářství

### Místní podniky
- Robert Bosch Elektrowerkzeuge GmbH Sebnitz, 455 zaměstnanců (výroba elektrického nářadí)
- Tillig Modellbahn GmbH & Co. KG, 180 zaměstnanců (výroba železničních modelů)
- Sebnitzer Fensterbau GmbH, 110 zaměstnanců (výroba oken)
- WEKA -Wellpappen und Kartonagen GmbH  ( výroba obalových materiálů z vlnité lepenky s historií více než 100 let)

## Doprava
- 1877: zahájení provozu železniční tratě Budyšín – Sebnitz – Bad Schandau (tzv. Dráha Sebnického údolí)
- 1905: zahájení provozu železniční tratě Rumburk – Šluknov – Dolní Poustevna – Sebnitz, která byla od roku 1945 do roku 2013 přerušená mezí Dolní Poustevnou a Sebnitzem
- od roku 1995 existuje silniční hraniční přechod do Dolní Poustevny
- od roku 2003 provozuje Hornolabská dopravní společnost (OVPS) historický autobus, který je pojmenován podle města: Rose von Sebnitz (Růže ze Žebnice)
- 5. 7. 2014: zahájení provozu vlaky linky U28 systému RegioTakt Ústecký kraj na trase Děčín – Bad Schandau – Sebnitz – Dolní Poustevna – Šluknov – Rumburk[20]

## Příroda a turistika
- Pravěký park Sebnitz s 400 plastikami prehistorických savců a malých živočichů
- Muzeum modelové železnice firmy Tillig
- Western village
- Soutěska řeky Křinice u Hinterhermsdorfu s možností projížďky na člunu na Obere Schleuse (Vrchní splav). Blízko je hraniční přechod pro pěší a cyklisty. Na české straně je cyklistická stezka, která vede do Brtníků resp. Chřibšké
- Rozhledna na vrchu Weifberg (dřevěná věž vysoká 36,9 m), blízko vrchu Weifberg je také hraniční přechod pro pěší do českých Mikulášovic.

## Pamětihodnosti
- Nejstarším památkově chráněným objektem je evangelický kostel svatého Petra a Pavla z 15. století, jehož výzdoba pochází ze 17. století
- Kostel Povýšení svatého Kříže (Kreuzerhöhung) pochází z 19. století a je postaven v novogotickém stylu
- Pro město jsou typické měšťanské domy a výrobními budovami z doby německého císařství (1871-1918) a areál Tržního náměstí (Marktplatz), znovuzřízeném v pozdně klasicistním stylu. Původní domy s podstávkou a hrázděné domy jsou zachovány jen v okrajovém obvodu vnitřního města.
- Sebnický viadukt (1874/75) postavený pro Sebnitztalbahn byl první viadukt, který byl postaven v oblouku (poloměr 224 m) a v spádu (sklon 1:50). Je 150 m dlouhý a 21 m vysoký. Jeho původně deset kamenných oblouků bylo nahrazeno devíti betonovými pilíři při generální opravě na konci 80. let.
- Empírová hřbitovní kaple z roku 1890

## Muzea
- Kunstblumen- und Heimatmuseum "Prof. Alfred Meiche" ("Muzeum umělých květin a vlastivědné muzeum profesora Alfreda Meicheho"), sídlí v měšťanském domě z roku 1731
- Afrikahaus (Dům Afriky)
- Dům "Deutsche Kunstblume Sebnitz" (Dům "Německá umělá květina v Sebnitz")
- Železniční muzeum s vláčky firmy Tillig

## Kulturní akce
- Koncerty v Městském evangelicko-luterském kostele
- Květinová a hudební slavnost
- Od 70. let je na předměstí Sebnitz (ze směru Neustadt) středisko leteckého modelářství, v němž se každý rok v červnu konají mezinárodní závody modelů letadel.

## Sport
- BSV 68 - Měšťanský sportovní spolek 68: je rozdělen na sekce: kopaná, tenis, stolní tenis a kolová
- SRV 1897 - Sebnický spolek cyklistů 1897: silniční cyklistika a sport na horských kolech
- Flugmodell - Club e.V. Sebnitz: klub modelů letadel

## Zajímavosti
- Sebnitz je největší státem uznaná rekreační oblast (titul od roku 1997) v Sasku
- V Sebnitz byla vyrobena největší hedvábná růže světa (3,7 m vysoká), její květ má průměr 1,5 m a váží 10 kg
- V Sebnitz vznikl na počátku 19. století žánr lidového umění, sebnitzská stínohra
- Místní část Hinterhermsdorf získala v roce 2002 titul „Nejkrásnější místo Německa“ a zajistila si druhé místo v evropském srovnání

## Osobnosti
- Friedrich August Frenzel (1814–1897), malíř historie a lithograf
- Alfred Meiche (1870–1947), historik
- Ilse Ohnesorge (1866–1937), malířka

## Partnerská města
- Bruntál (Česko)
- Cascina (Itálie)
- Montabaur (Německo, spolková země Porýní-Falc)